# Колесников Сергій Іванович
Сергій Іванович Колесников (18 жовтня 1916, село Графське, тепер Сумського району Сумської області — після 1989, місто Москва, Російська Федерація) — радянський партійний та комсомольський діяч, 1-й секретар Челябінського обласного комітету ВЛКСМ.

## Біографія
Народився в селянській родині. У 1931 році вступив до комсомолу. У 1932 році закінчив фабрично-заводську семирічку в місті Харкові.
У 1932—1936 роках — студент та секретар комітету комсомолу (ЛКСМУ) Харківського електромеханічного технікуму.
У 1936—1941 роках — студент та секретар комітету ЛКСМУ Харківського електротехнічного інституту, здобув спеціальність інженера-конструктора.
Член ВКП(б) з квітня 1939 року.
З травня 1941 року — інженер-конструктор на заводі № 193 в місті Харкові. У жовтні 1941 року евакуйований разом із заводом до міста Каслі Челябінської області. Обирався членом партійного комітету та членом партійного бюро заводу.
У травні — жовтні 1942 року — секретар Тракторозаводського районного комітету ВЛКСМ міста Челябінська.
У жовтні 1942 — 1944 року — 2-й секретар Челябінського обласного комітету ВЛКСМ. У 1944 — вересні 1946 року — 1-й секретар Челябінського обласного комітету ВЛКСМ. У вересні 1946 року відкликаний в розпорядження ЦК ВКП(б).
У жовтні 1946 — серпні 1947 року — інспектор Управління із перевірки партійних органів ЦК ВКП(б) у Москві. У серпні 1947 — серпні 1948 року — завідувач сектору Далекого Сходу відділу партійної інформації Управління з перевірки партійних органів ЦК ВКП(б).
З серпня 1948 по березень 1950 року — інструктор, у березні 1950 — березні 1951 року — заступник завідувача сектору комсомольських організацій, у березні 1951 — січні 1952 року — завідувач сектору комсомольських організацій, у січні 1952 — травні 1953 року — завідувач підвідділу, в травні 1953 — серпні 1954 року — завідувач сектору комсомольських органів відділу партійних, профспілкових і комсомольських органів ЦК ВКП(б) (КПРС).
У серпні 1954 — червні 1956 року — завідувач сектору відділу партійних органів по союзних республіках ЦК КПРС.
У червні 1956 — червні 1957 року — інспектор ЦК КПРС.
У червні 1957 — серпні 1984 року — завідувач сектору прийому та обслуговування закордонних партійних та громадських діячів відділу ЦК КПРС зі зв'язків з комуністичними та робітничими партіями соціалістичних країн.
З серпня 1984 року — персональний пенсіонер у Москві. Помер у Москві після 1989 року.

## Нагороди
- чотири ордени Трудового Червоного Прапора (1945, 1961, 1966, 1971)
- орден Дружби народів (1976)
- два ордени «Знак Пошани» (1948, 1958)
- медаль «За доблесну працю. В ознаменування 100-річчя з дня народження Володимира Ілліча Леніна» (1970)
- медаль «30 років перемоги у Великій Вітчизняній війні 1941—1945 рр.» (1975)
- медалі